# Marie-Lyne Joseph
Marie-Lyne Joseph (sinh ngày 3 tháng 9 năm 1982 tại Guadeloupe) là một vận động viên điền kinh đã nghỉ hưu đại diện cho Dominica.
Cô đã thi đấu tại Thế vận hội Olympic mùa hè 2004 ở nội dung 800 mét nữ, nơi cô đã về đích thứ bảy trong lượt thi đấu của mình nên không thể đi tiếp.